# Vacanze a Montecarlo
Vacanze a Montecarlo è un film britannico del 1951, diretto da Jean Boyer e Lester Fuller.
Il film ospita una delle prime apparizioni cinematografiche di Audrey Hepburn che vi interpreta la parte di un'attrice.

## Trama
Il figlio di una coppia viene, per sbaglio, affidato ad un musicista, invece che ai suoi veri genitori, una stella del cinema (Audrey Hepburn) e il suo particolare marito. Tra varie peripezie il bambino sarà rapito per poi finire sano e salvo tra le braccia dei genitori.

## Curiosità
- Del film, prodotto in lingua inglese, fu girata contemporaneamente una versione francese, conosciuta con il titolo di Nous irons à Monte Carlo.
- Diverse biografie della Hepburn affermano che fu durante la lavorazione di questo film che la scrittrice Colette notò la Hepburn e decise di assegnarle il ruolo della protagonista nella versione teatrale del suo romanzo, Gigi.